# Fluoruro de manganeso(III)
El fluoruro de manganeso(III), también conocido como trifluoruro de manganeso, es un compuesto químico. Contiene iones de manganeso y fluoruro. Los iones de manganeso están en estado de oxidación +3. Su fórmula química es MnF3. Es un polvo de color rosa púrpura. Se utiliza para añadir iones de fluoruro a otros compuestos químicos. Es un agente oxidante. Se sintetiza mediante el calentamiento de fluoruro de manganeso(II) con flúor. Éstos se encuentran en una solución de ácido fluorhídrico. Se descompone en fluoruro de manganeso(II) cuando se calienta.
Puede formar ácido fluorhídrico cuando se disuelve en agua, por lo que puede ser peligroso. No debe almacenarse en vidrio.